# Kalcium
A kalcium (nyelvújításkori magyar nevén: mészeny, latinul calcium) kémiai elem az elemek periódusos rendszerében. Vegyjele Ca, protonszáma 20. Móltömege 40,078 g/mol. Puha, könnyű fém, mely az alkáliföldfémek közé tartozik. A földkéregben előforduló elemek közül az ötödik leggyakoribb. Hevesen reagál oxigénnel és vízzel, ezért a természetben csak vegyületei fordulnak elő. Mint biogén elem minden élő sejt egyik építőköve. Az egyik legnagyobb mennyiségben előforduló fém a szervezetben. Latin nevét a mészről (latinul calx) kapta. A kalcium sói a lángot téglavörösre festik. A kalciumot Humphry Davy fedezte fel 1808-ban. A kalcium rendkívül fontos szerepet tölt be az élő szervezetekben, elsősorban a sejtfolyamatokban, így az egyik leggyakoribb fém az élő szervezetekben. A csontok épüléséhez fokozottan fontos.

## Fizikai-kémiai tulajdonságai

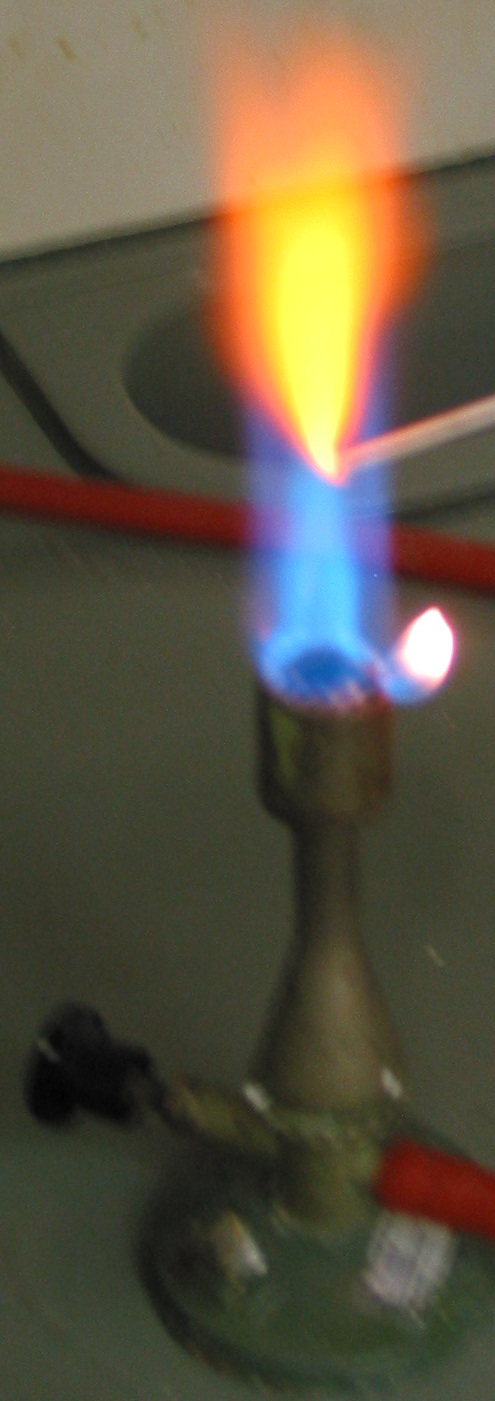
A kalcium lángfestése

Viszonylag könnyű, puha, reakcióképes fém, mely tulajdonságaival inkább az alkálifémekre hasonlít, mint az alkáliföldfémek őt megelőző elemére, a magnéziumra. Cseppfolyós ammóniában sötétkék színnel oldódik. A kalcium a jobb elektromos és hővezetők körébe tartozik. Az alkálifémeknél kisebb reakciókészségű, ennek ellenére petróleum alatt érdemes tárolni, hogy megakadályozzuk az oxidációját. Sói a lángot téglavörösre festik.
A természetben különböző sói fordulnak elő, melyekben a kalcium +2 oxidációs számmal szerepel (Ca2+). A laboratóriumban előállítható szuperbázisa, melyekben Ca2- anion fordulhat elő, ezen anion vegyületei azonban nagyon instabilak, a legerősebb redukálószerek közé tartoznak. A kalcium szobahőmérsékleten reagál oxigénnel kalcium-oxidot és vízzel kalcium-hidroxidot képezve. Hevítés hatására reagál nitrogénnel kalcium-nitridet (Ca3N2) képezve, illetve hidrogénnel kalcium-hidridet (CaH2) képezve. Sok egyéb elemmel és vegyülettel reagál.

## Történeti áttekintése
A kalciumvegyületek az ókortól ismertek. A mészkő illetve a márvány égetésével már ekkoriban is és mind a mai napig égetett meszet (kalcium-oxidot, CaO) állítottak elő. Az égetett mész vízzel való reakciójakor kalcium-hidroxid, vagyis oltott mész keletkezik, ami fontos építési alapanyag (a cement és a habarcsok egyik alkotója), emellett fertőtlenítő hatással is bír, így fehér falfestékként is használják. A habarcsot az ókorban mészkő mellett gipszből (kalcium-szulfát dihidrát CaSO4.2 H2O) is készítették.
Míg az ókori Rómában főként mészkőből készítették a habarcsot, addig az ókori Egyiptomban főként gipszből, ezért az ókori Egyiptomi sírkövek és piramisok falburkolata általában tartalmaz gipszet is. A habarcskészítés munkálatairól írt a kis-ázsiai Dioszkoridész a Krisztus utáni 1. században. Dioszkoridész adta a kalcium-oxidnak az égetett mész nevet. A kalcium neve a latin calx szóból származik, amely meszet jelent.
A kalciumot elsőként sir Humphry Davy állította elő 1808-ban kalcium amalgám elektrolízisével, amelyet gyengén nedvesített kalcium-hidroxid elektrolízise során nyert higany katódon.

## Előfordulása a természetben
Nagy reakciókészségének köszönhetően a kalciumnak csak vegyületei fordulnak elő a természetben. Minden természetes vegyületében Ca2+ kationként van jelen. A földkéreg igen nagy részben kalciumtartalmú ásványokból, illetve kőzetből áll. Tömegaránya a földkéregben 3,4–4,2%, ezzel a vas és a magnézium között helyezkedik el mint az ötödik leggyakoribb elem és a harmadik leggyakoribb fém. A tengervízben átlagos koncentrációja 0,4 g/l, a világűrben félmillió hidrogénatomra jut egy Ca-atom. Fontos biogén elem, az élő sejtek egyik alapvető építőköve.
A kalcium leggyakoribb kőzete a mészkő, ami főleg kalcitból és (a vele kémiailag azonos) aragonitból áll. A mészkő igen gyakori üledékes kőzet, főleg a sekélytengeri rétegsorokban. Kettős karbonátja, a dolomit (kalcium-magnézium-karbonát, CaMg(CO3)2) a hasonnevű kőzet fő ásványa.

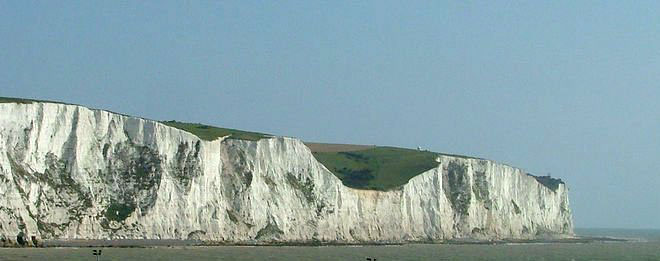
Mészköves szirtfal Dover mellett

A kalcium különleges, csaknem tiszta kalcium-karbonátból álló kőzete a pórusos kréta. E szinte fénylő fehér kőzet legnevezetesebb lelőhelyeit a La Manche csatorna és Rügen sziget partvidékén találjuk. Legnagyobb lelőhelyei a földtörténeti kréta korban keletkeztek az őstengerekben a karbonát mészvázak törmelékeinek lerakódásával, sok ősi élőlény vázát épségben megőrizve. Az iskolai kréta erről az ásványról kapta nevét, de a mai krétát kalcium-szulfát (gipsz) porának préselésével állítják elő.

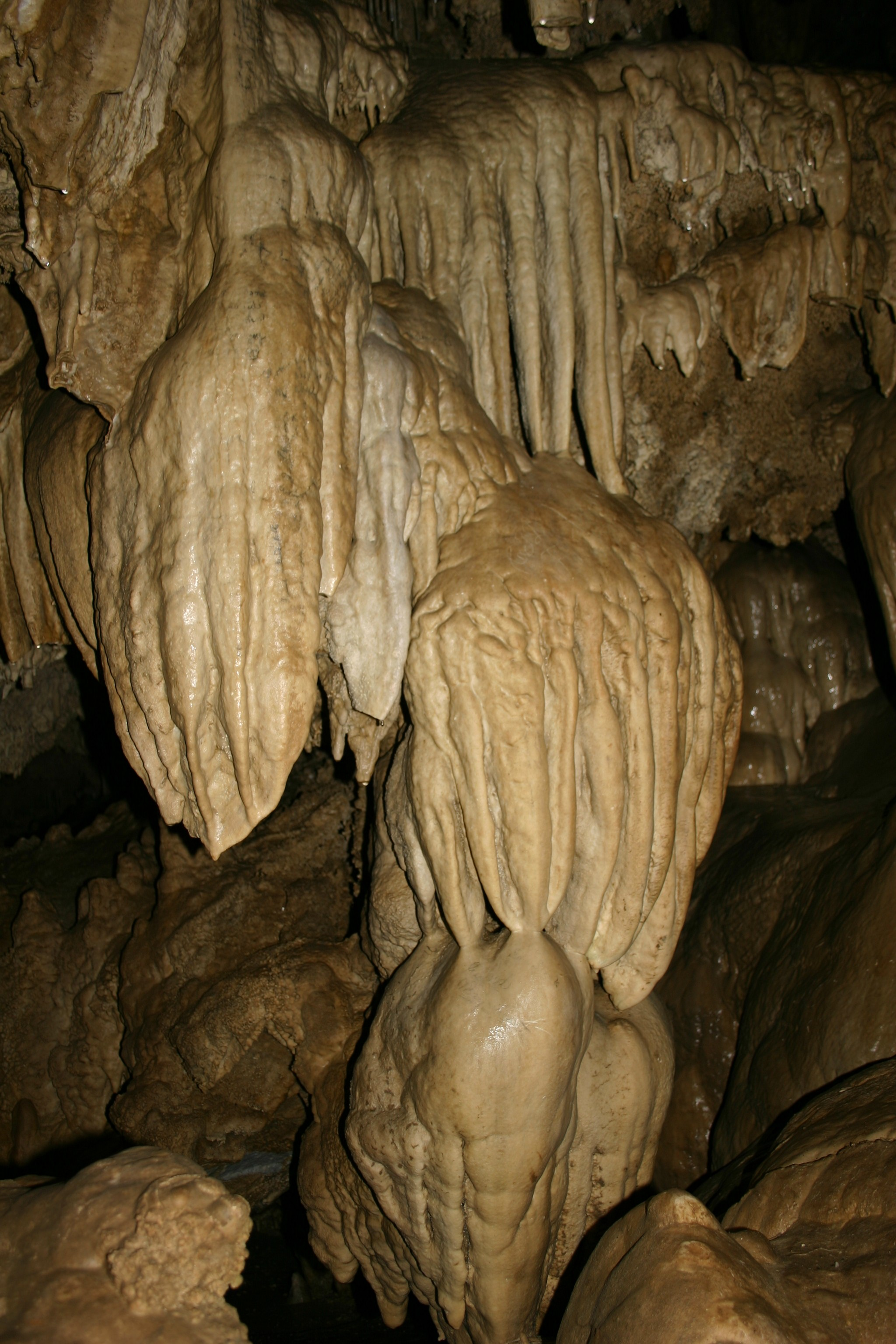
Cseppkőbarlang

A mészkő nagy hőmérsékleten és nyomáson márvánnyá kristályosodik át. A márvány színe a mészkőben jelenlévő színezőanyagoktól függ. Az egyik leghíresebb márványfajta az Appennini-félszigeten található carrarai fehér márvány. A márványt és az édesvízi mészkövet (travertino) elsősorban dekorációs célokra használják: épületrészeket és szobrokat faragnak belőlük. 

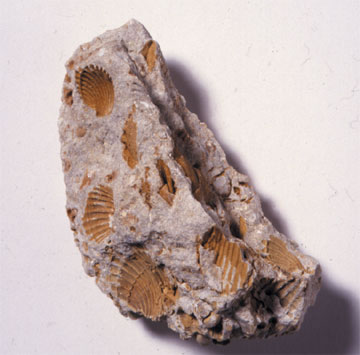
Mészkő fosszíliákkal

A mészkő felszíni mállásának sajátos formája a karsztosodás.
Egyéb ásványai

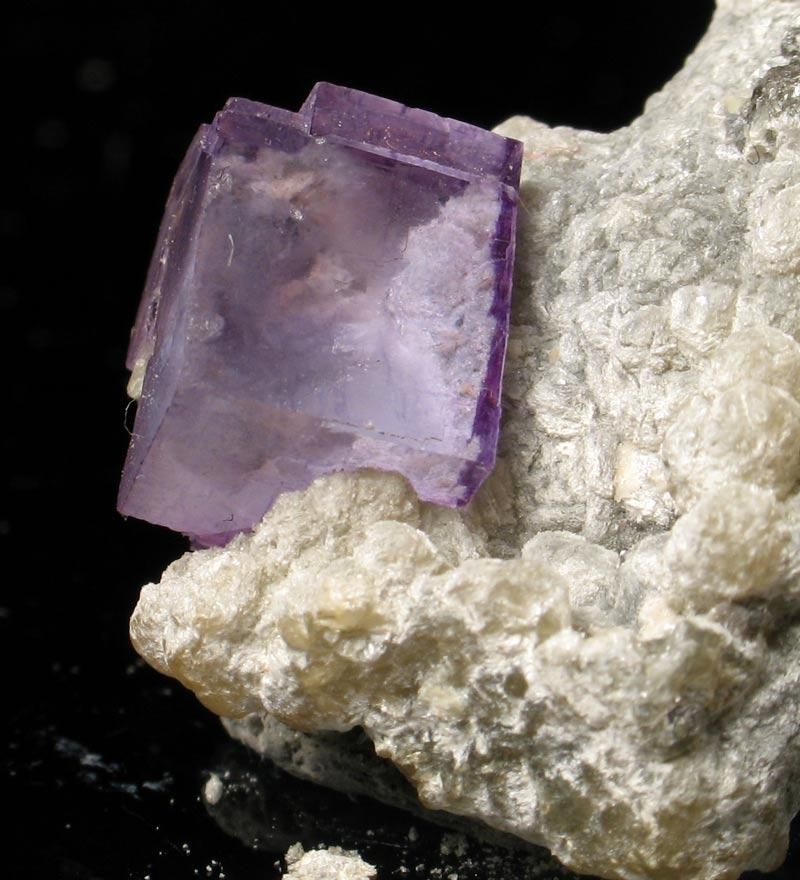
Fluorit (lila) és kalcit (fehér) kristályai

- Apatit Ca3(PO4)2.Ca(F, Cl)2 egy meglehetősen bonyolult összetételű kalcium-foszfát származék, a természetes kalcium-források egyik jelentős képviselője.
- Fluorit CaF2 (kalcium-fluorid). Legjelentősebb lelőhelyei Kína, Amerikai Egyesült Államok, Anglia, Németország és Csehország. Mivel rendkívül különböző színekben fordul elő, így díszítőkőnek is használják, de fluort is állítanak elő belőle.
- Gipsz vagy szelenit kalcium-szulfát dihidrát CaSO4 · 2 H2O. Meglehetősen gyakori Közép-Európában (Csehország, Szlovákia, Németország, Ausztria) és az Egyesült Államokban.
- Kevésbé ismert ásványai az anhidrit CaSO4, tachhidrid CaCl2.2 MgCl2.12 H2O, polihalit K2SO4.MgSO4.2 CaSO4.2 H2O, glauberit Na2S4.CaSO4, scheelit CaWO4, arzeniosziderit 6 CaO.3 As2O3.4 Fe2O3.9 H2O, wollastonit Ca2[Si2O6] és sok egyéb nitrát, jodát, karbonát, foszfát, arzenát, borát és szilikát.

## Előállítás
A fémkalciumot az iparban kalcium-klorid és kalcium-fluorid vagy kálium-klorid keverékének olvadék elektrolízisével állítják elő. Ezen elemi reakció másik terméke a klór vagy fluor, melyet iparilag dolgoznak fel. Az elektrolízishez grafitanódot használnak, melyen a klór vagy a fluor válik ki és vaskatódot, melyen a kalcium válik ki.
Nagy tisztaságú kalcium állítható elő kalcium-klorid és alumínium reakciójával, amely során alumínium-klorid keletkezik, mely a reakció körülményei közötti magasabb hőmérsékleten folyékony. A reakció során keletkező fémkalcium desztillációval nagy vákuum mellett tisztítható.
Kis mennyiségű, elsősorban laboratóriumi előállításhoz használható a kalcium-azid bomlása nitrogénre és kalciumra.
Évente 1000 tonna kalciumot gyártanak.

## Felhasználása
- Az elemi kalcium igen erős redukálószer, a finoman szétoszlatott kalciumot szerves redukciókhoz használják, de fontos szerepet kap más fémek redukciójánál (például urán, cirkónium, tórium) is.
- A fémkalcium nagy reaktivitását a metallurgiában a kén és oxigén kis mennyiségének eltávolítására használják a vas olvadékból az acélgyártás során.
- A kalciumot használják mint adalékanyagot az üvegbe, illetve bizonyos ötvözetekbe. Ezen ötvözetek közé tartozik az ólomtartalmú csapágyfém, melynek német gyártmánya 0,7% kalciumot, 0,6% nátriumot és 0,04% lítiumot tartalmaz.
- A mészkőből (kalcium-karbonát) készített égetett mészt (kalcium-oxid) és az ebből készített oltott mészt (kalcium-hidroxid) a mészgyártás művelete után már az őskortól az építészetben használják. Az oltott mész az építészetben mind a mai napig sok kötőelem alkotója mint a malter, vakolat stb. Az ő alkalmazásukkor a bázisos oltott mész reakcióba lép a levegő szén-dioxid-tartalmával és ezen reakció során CaCO3 keletkezik:

Ca(OH)2 + CO2 → CaCO3 + H2O
- A mész és gipsz együttes alkotói az egyik leggyakoribb építőipari alapanyagnak, a cementnek. Ezt homokkal és vízzel keverve, a megkeményedés során erős és ellenálló anyagot, betont kapunk. A beton modern építőipari alapanyag, melyet a házépítésen kívül útépítéseknél is felhasználnak.
- A kalcium-karbonátot építészeti és szobrászati felhasználásán kívül festékként, fogporok és -krémek alkotójaként valamint az orvosi gyakorlatban kalcium pótlásra is használják.

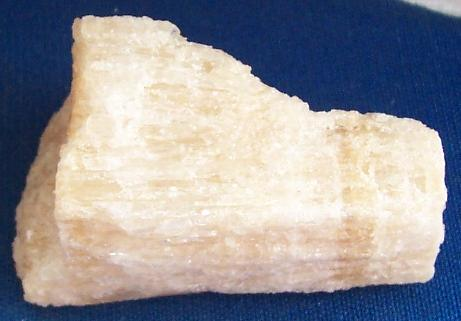
Alabástrom Olaszországból

- A gipszet (kalcium-szulfát dihidrát) elsősorban építészeti állagmegóvásban, öntőformák készítésében használják. A gipsz hőbontásával kalcium-szulfát hemihidrát (CaSO4 · ½ H2O) állítható elő, melyet ha vízzel keverünk, lassan ismét felveszi azt és újra fehér színű, kemény gipsz képződik belőle. Az építészeten kívül fontos szerepet kap lenyomatok készítésénél (például a fogakról). A gipsz készítésénél égetett gipszből a vízzel való keverésnek, száradási időnek és adalékanyagoknak a változtatásával különböző tulajdonságú gipszek állíthatók elő. A gipsz módosulatai a máriaüveg és az alabástrom, melyet burkolóanyagként használnak.
- A kalcium-karbidot mint erős redukálószert használják. Korábban elsősorban a bányászat használta karbidlámpákba. Bennük a karbidra víz csepegett, aminek hatására a karbid vízzel reagált és acetilént (etint) valamint kalcium-hidroxidot képezett. Az acetilént pedig a bányákban világításra használták, mivel levegő jelenlétében ég. A karbidlámpáknál a víz csepegésével lehetett szabályozni az égést, vagyis az acetilén felszabadulását.
- A kalcium foszfátjait, például a CaHPO3-ot ipari műtrágyként használták, melyek a növényeknek mind kalciumot, mind foszfort adnak.

## Vegyületei
lásd még: A kalcium vegyületei

### Szervetlen vegyületek

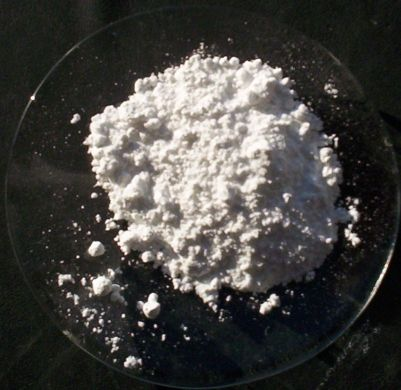
Kalcium-karbonát

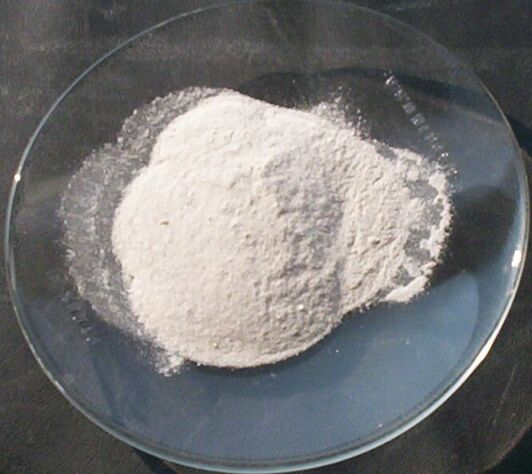
Kalcium-fluorid

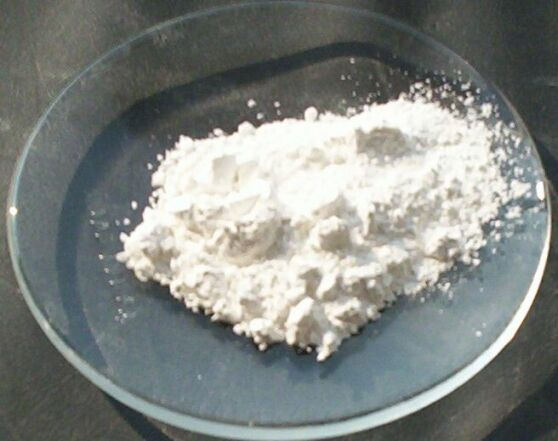
Kalcium-hidroxid

- Kalcium-hidrid (CaH2): fehér, kristályos anyag. Előállítható fémkalcium elemi hidrogén-atmoszférában való melegítésével. A melegítés során a kalcium gyakran meggyullad. A kalcium-hidrid erős redukálószer, amelyet magas ára miatt redukciókra általánosan nem használnak. Vízzel való reakciója során kalcium-hidroxid és hidrogén keletkezik:

CaH2 + 2 H2O → Ca(OH)2 + 2 H2
- Kalcium-oxid (CaO) köznapi nevén égetett mész: fehér, porszerű anyag. Vízzel hevesen hőfejlődés közben reagál kalcium-hidroxid képződése mellett. A kalcium-oxid előállítható mészkő vagy kalcium-karbonát hevítésével, vagy fémkalcium és oxigén reakciójával.

CaCO3 → CaO + CO2
- Kalcium-hidroxid (Ca(OH)2): könnyű, fehér, porszerű anyag, mely szinte alig oldódik vízben, melegítés hatására oldhatóság tovább csökken. Vizes szuszpenzióját mésztejnek nevezik. Égett mész és víz reakciója során keletkezik. Ezen reakció szerint nevezik oltott mésznek:

CaO + H2O → Ca(OH)2
- Kalcium-peroxid (CaO2): fehér, porszerű anyag, amely nehezen oldódik vízben. Nátrium-peroxid és kalcium-hidroxid reakciójával állítható elő.

Sói:

A kalcium sóinak nagyobb része vízben jól oldódik, de egy részük nehezen, vagy egyáltalán nem oldódik vízben. Sói fehér színűek vagy színtelenek (kivéve azokat, melyeknél az anion adja a színt: manganátok, kromátok). A kalcium sói jobban oldódnak, mint a magnéziuméi. A kalcium vegyületei könnyen képeznek kettős sókat és egyes esetben komplexeket is, ezek azonban sem a kalciumra, sem a többi alkáliföldfémre nem jellemzőek.
- Kalcium-fluorid (CaF2): fehér, nagyon gyengén oldódó géles anyag. Kalcium vegyületek vizes oldatához fluorid-anionokat tartalmazó oldatot adva a kalcium-fluorid kicsapódik, illetve előállítható kalcium-hidroxid vagy kalcium-karbonát és hidrogén-fluorid reakciójával.
- Kalcium-klorid (CaCl2): fehér, kristályos anyag, mely vízben jól oldódik. Kristályát két vízmolekulát tartalmazó kristályvízzel képezi, ez a kalcium-klorid dihidrát (CaCl2 · 2 H2O). Ez a kristály hevítve elveszíti kristályvizét és egy fehér, porszerű anyag keletkezik (vízmentes kalcium-klorid), amelyet a preparatív szerves kémia használ gázok és folyadékok szárítószereként. Télen az utakat és járdákat szórják vele, hogy a víz fagyáspontját csökkentsék. Előállítható kalcium-karbonát vagy kalcium-hidroxid és sósav reakciójával vizes oldatban.
- Kalcium-bromid (CaBr2) és kalcium-jodid (CaI2): fehér, kristályos anyagok, melyek nagyon jól oldódnak vízben. A bromidot a fényképészetben és a gyógyászatban használják. Vizes oldatban előállíthatók kalcium-karbonát vagy kalcium-hidroxid és hidrogén-bromid, illetve hidrogén-jodid reakciójával.
- Kalcium-nitrát (Ca(NO3)2) vagy mészsalétrom: fehér, kristályos anyag, mely nagyon jól oldódik vízben. Korábban műtrágyaként használták. Vizes oldatban előállítható kalcium-karbonát vagy kalcium-hidroxid salétromsavban történő oldásával.
- Kalcium-karbonát (CaCO3): fehér, kristályos anyag, mely vízben nagyon gyengén oldódik, oldhatósága a hőmérséklettel csökken. A természetben mint ásvány fordul elő hét stabil és egy nem stabil módosulatban. Előállítható kalcium-kationokat tartalmazó oldatból karbonát-anionokkal való kicsapatással vagy kalcium-hidroxid és szén-dioxid reakciójával, ami a malter megszilárdulásának is az alapja.
- Kalcium-szulfát (CaSO4): fehér, porszerű anyag, amely csak részlegesen oldódik a vízben (oldhatatlannak minősítik, de a karbonátnál jobban oldódik). Oldhatósága függ állapotától is. Az anhidrit nem tartalmaz semmilyen kristályvizet, vízben szinte egyáltalán nem oldódik. Kristályvizet tartalmazó formái, hemihidrátja és dihidrátja már jobban oldódnak. Oldhatóságuk a hőmérséklettől is függ, legjobb oldhatósága 40 °C körül várható. Savas esők esetében a mészkő és márvány köztéri szobrok felületén a savas eső hatására nagyrészt kalcium-szulfát képződik, melyet a további esők (mivel jobban oldódik, mint a karbonát) lassan lemosnak. Súlyosabb azonban, hogy a savas eső behatol a kőzet belsejébe és itt keletkezik kalcium-szulfát, amely nagyobb moltérfogatú, mint a karbonát, ezért lassan szétfeszíti a szobrokat. A kalcium-szulfát a természetben gipszásványként fordul elő, de egyéb kristálymódosulatokban is vagy mint kőzetek alkotója. Előállítható vízben oldható kalcium-vegyület szulfátanionokkal való reakciójával.

### Szerves vegyületek
A kalcium szerves vegyületei közé tartoznak a kalcium szerves savakkal alkotott sói, közülük jelentős a kalcium-oxalát, mely főképp a rebarbara leveleiben fordul elő oxálsavval együtt és a leveleinek mérgező voltát okozza. Emellett fontosak még a kalcium alkoholokkal alkotott sói a kalcium-alkoholátok, illetve a kalcium komplexei. Különleges csoportot alkotnak a kalcium fémorganikus vegyületei.

## A kalcium élettani jelentősége

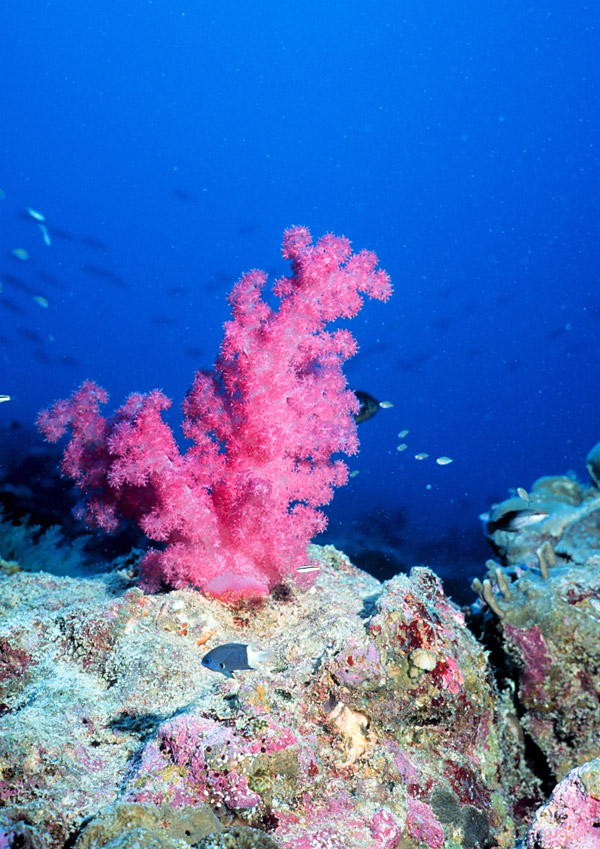
Tengeri korall

A kalcium biogén elem, amely minden élő szervezet számára nélkülözhetetlen. 
A kalciumion kulcsfontosságú másodlagos hírvivő minden élő sejt jelátviteli folyamataiban. A gerincesek testében a csontok és a fogak alapját alkotják a kalcium-sók. Előfordul azonban az izmokban, a vérben és más testnedvekben illetve szervekben. 

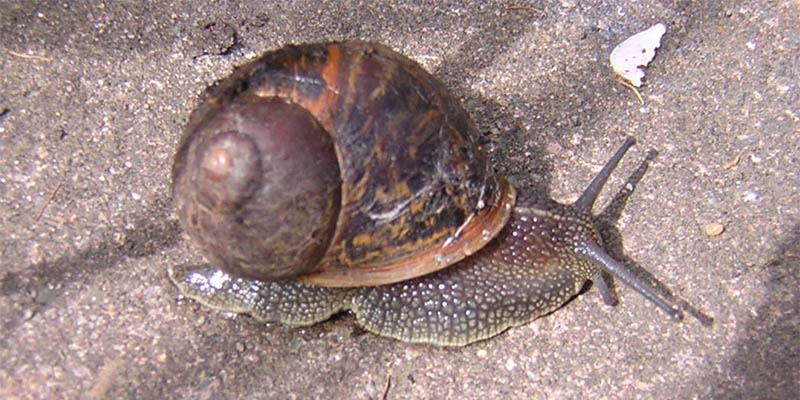
Cornu aspersum (Müller O. F., 1774)

Az élőlények kemény vázait is általában kalcium alkotja, így a tojáshéjat, a csigaházat vagy a kagylóhéjat. A hatalmas és kiterjedt korallzátonyok, melyek évszázadokon át keletkeztek, az elpusztult korallok megmaradt kalcium-vázai.
Az emberi táplálkozásban is fontos szerepet tölt be a kalcium. Elsősorban gyermekkorban elengedhetetlen a csontváz és a fogak egészséges fejlődése szempontjából, így a gyerekek és fiatalok táplálkozásában fontos, hogy mindig jelen legyen a kalcium. A kalcium felvételét segíti a D-vitamin, amelyre a kalcium csontokban történő raktározódása szempontjából nagy szükség van. Ezen anyagok hiánya angolkórhoz (rachitisz) vezet. Idősebb korban a csontok csontszövete megritkul és ez csontritkuláshoz (osteoporózis) vezet. Ez a betegség is összefüggésbe hozható a csontok kalcium anyagcsere-zavarával. A betegséget gyakran későn ismerik fel, amikor már a csontok törnek a csont nagymértékű tömegvesztesége miatt. Ilyenkor a csonttörések nagyon nehezen gyógyulnak.
| Életkor    | Kalcium (mg/nap) |
| ---------- | ---------------- |
| 0–6 hónap  | 210              |
| 7–12 hónap | 270              |
| 1–3 év     | 500              |
| 4–8 év     | 800              |
| 9–18 év    | 1300             |
| 19–50 év   | 1000             |
| 51+ év     | 1200             |

A kalcium napi mennyiségének 800 – 1000 mg között kellene lennie, kismamák esetében ennél 500 mg-mal több. A kalcium fő forrása az emberi szervezetben a tej és a tejtermékek. Nagy mennyiségű kalcium fordul elő a növények leveleiben és magvaiban, a dióban, zabpehelyben és néhány ásványvízben. Bár néhány zöldségben is előfordul a kalcium, ez általában oxalát vagy fitát oldhatatlan kötött formában van jelen. A rostok általában ezen anyagok felhasználását megakadályozzák. Nagyon fontos, hogy az emberi étrend kiegyensúlyozott legyen, a kalcium mellett fontos a magnézium és a foszfor jelenléte is a szervezetben. A tej, a sajt és a többi tejtermék is fontos kalciumforrás. Azonban egyesek allergiásak a tejtermékekre. A nem indoeurópai származású emberek többsége laktózérzékeny, akik nem erjesztett tejet csak nagyon kis mértékben képesek fogyasztani.

## Tévhitek
A kalcium bizonyos orvosi körök szerint helyettesítheti az antihisztaminok hatását, ám ez nem igaz. Méh-, vagy darázscsípés esetén az adrenalininjekció hamarabb fejti ki hatását és kevesebb kockázattal jár, mint a gyakran az izomzatba adott kalcium injekció.
Magyarországon gyakran kiütésekre, náthára, torokgyulladásra, allergiás reakciókra is kalciumot írnak fel az orvosok, bár ezek kezelésére a kalcium nem alkalmas. A közvetlen kalciumfogyasztás a csontritkulás ellen sem használ, mivel a csontokba épülésének folyamata is fontos tényező, ugyanakkor megterheli a kiválasztószerveket és megnöveli a vesekő kockázatát.